# Steve Valentine
Stephen John Valentine (Bishopbriggs, 26 de outubro de 1966) é um ator, músico e mágico escocês. É mais conhecido por seu papel como o excêntrico Nigel Townsend na NBC 's drama policial Crossing Jordan. Estrelou no sitcom da Disney XD Uma Banda lá em Casa como Derek Júpiter, um rockeiro.

## Carreira
Valentine foi visto em filmes como Marte Ataca e Foreign Correspondents, e co-estrelou em seriados como House M.D., Monk, Just Shoot Me,Will and Grace, Dharma & Greg e Charmed. Ele apareceu como um crítico de arte em Ringo Starr 's Discover Card "Private Issue" comercial em 1995. Valentine hospedado no Sci Fi Channel no reality show Estate of Panic. Ele dublou o personagem de Alistair no Dragon Age: Origins, assim como o personagem de Harry Flynn no videogame Uncharted 2: Among Thieves. Além de filmes, Valentine é um mágico, e foi realizado, utilizando esta habilidade, ocasionalmente retratando mágicos. Ele também é o Sr. Moore foi ao ar  recentemente na Disney Channel no filme Avalon High. Seu segundo filme da Disney Channel, o primeiro é Don't Look Under the Bed. E ele também estava em Os Feiticeiros de Waverly Place: O Filme.

## Vida pessoal
Valentim viveu em Los Angeles, nos Estados Unidos com a ex-esposa, Shari, e seus dois gatos, até o divórcio em dezembro de 2005. Ele agora está casado com a atriz Inna Korobkina, no mês de setembro tiveram sua primeira filha.
O ator também já foi assistente da banda Iron Maiden entre 1992 e 1995.

## Filmografia

### Televisão
| Ano       | Titúlo                              | Papel                          | Notas                                                    | Titúlo no Brasil                         |
| --------- | ----------------------------------- | ------------------------------ | -------------------------------------------------------- | ---------------------------------------- |
| 2009–2011 | I'm in the Band                     | Derek Jupiter                  | Protagonista                                             | Uma Banda Lá em Casa                     |
| 2010      | The Good Guys                       | Nigel                          | Episodio: "Bait & Switch"                                |                                          |
| 2009      | Drop Dead Diva                      | PDQ Chief Designer Henri Malik | Episodio: "The Dress"                                    | Sob Medida                               |
| 2009      | Wizards of Waverly Place: The Movie | Archie                         |                                                          | Os Feiticeiros de Waverly Place: O Filme |
| 2009      | Monk                                | The Great Torini               | Episodio: "Mr. Monk and the Magician"                    | Monk: Um Detetive Diferente              |
| 2008      | Estate of Panic                     | Ele Mesmo                      |                                                          |                                          |
| 2008      | Ghost Hunters                       | Ele Mesmo                      | Episodio: "Halloween 2008 Special"                       | Caçadores de Fantasmas                   |
| 2008      | Chuck                               | Von Hayes                      | Episodio: "Chuck Versus the Break-Up"                    | Chuck                                    |
| 2007      | House M.D.                          | Flynn                          | Episodio: "You Don't Want to Know"                       | House                                    |
| 2001–2007 | Crossing Jordan                     | Dr. Nigel Townsend             |                                                          | Crossing Jordan                          |
| 2006      | Boston Legal                        | Dan Rice                       | Episodio: "BL: Los Angeles" Episode: "Spring Fever"      | Justiça sem Limites                      |
| 2006      | Stacked                             | Tim                            | Episodio: "The Day the Music Died"                       | Stacked                                  |
| 2006      | Criss Angel Mindfreak               | Ele Mesmo                      |                                                          | Criss Angel Mindfreak                    |
| 2001      | FreakyLinks                         | Roger Spence                   | Episodio: "Subject: The Final Word"                      |                                          |
| 2001      | Just Shoot Me!                      | Zigmund                        | Episodio: "Mayas and Tigers and Deans, Oh My"            | Just Shoot Me!                           |
| 2001      | Charmed                             | Eames                          | Episodio: "Blinded by the Whitelighter"                  | Jovens Bruxas                            |
| 2000–2001 | Nikki                               | Martine                        | 16 Episodios                                             | Nikki                                    |
| 2000      | Dharma & Greg                       | Roger                          | Episodio: "Mad Secretaries and Englishmen"               | Dharma & Greg                            |
| 2000      | The Hughleys                        | Warren                         | Episodio: "Scary Hughley"                                |                                          |
| 2000 2013 | The Geena Davis Show Supernatural   | Walter Desconhecido            | Episodio: Primeiro Episódio Episodio: Dog Dean Afternoon | * * * Sobrenatural                       |

## Roteirista
| Ano  | Titúlo            | Notas                     |
| ---- | ----------------- | ------------------------- |
| 2011 | Among the Spirits |                           |
| 2005 | Crossing Jordan   | Episódio: "Forget Me Not" |

## Produtor
| Ano  | Titúlo            | Notas |
| ---- | ----------------- | ----- |
| 2011 | Among the Spirits |       |

## Diretor
| Ano  | Titúlo          | Notas                          |
| ---- | --------------- | ------------------------------ |
| 2011 | I'm in the Band | Episodio: "Grand Theft Weasel" |

### Filmes
| Ano  | Titúlo                              | Papel                          |
| ---- | ----------------------------------- | ------------------------------ |
| 2013 | Teen Beach Movie                    | Les Camembert                  |
| 2010 | Avalon High                         | Mr. Moore                      |
| 2009 | A Christmas Carol                   | Funerary Undertaker/Topper     |
| 2009 | Wizards of Waverly Place: The Movie | Archie                         |
| 2008 | Tinker Bell                         | Minister of Spring (voz)       |
| 2008 | Remembering Phil                    | Miles Delaney                  |
| 2007 | Spider-Man 3                        | Fotografo de Modelos           |
| 2003 | Dead End                            | Homem de Preto                 |
| 2001 | Gabriela                            | Steven                         |
| 2000 | Return to the Secret Garden         | Ellington                      |
| 2000 | King of the Open Mics               | Agente                         |
| 1999 | Foreign Correspondents              | Ian                            |
| 1999 | Don't Look Under the Bed            | The Boogeyman                  |
| 1999 | The Muse                            | Assistente da Quarta Temporada |
| 1998 | The Shrunken City                   | Ood Leader                     |
| 1997 | Trojan War                          | Ponytail Guy                   |
| 1996 | Mars Attacks!                       | Diretor de TV                  |
| 1996 | Santa with Muscles                  | Dr. Blight                     |

### Video games
| Ano  | Titúlo                             | Papel             |
| ---- | ---------------------------------- | ----------------- |
| 2011 | Star Wars: The Old Republic        | Sith Warrior      |
| 2011 | Dragon Age II                      | Alistair          |
| 2010 | Dragon Age: Origins Awakening      | Alistair          |
| 2009 | Dragon Age: Origins                | Alistair          |
| 2009 | Uncharted 2: Among Thieves         | Harry Flynn       |
| 1995 | Goosebumps: Escape from Horrorland | Scarecrow/Stretch |

## Música
- Smells Like Fun da série Uma Banda Lá Em Casa
- Weasel Rock You da série Uma Banda Lá Em Casa